# Roeselia dentata
Roeselia dentata är en fjärilsart som beskrevs av Dyar 1899. Roeselia dentata ingår i släktet Roeselia och familjen trågspinnare. Inga underarter finns listade.